# Asurgylla collenetti
Asurgylla collenetti là một loài bướm đêm thuộc phân họ Arctiinae, họ Erebidae.